# 산타바르바라 (온두라스)

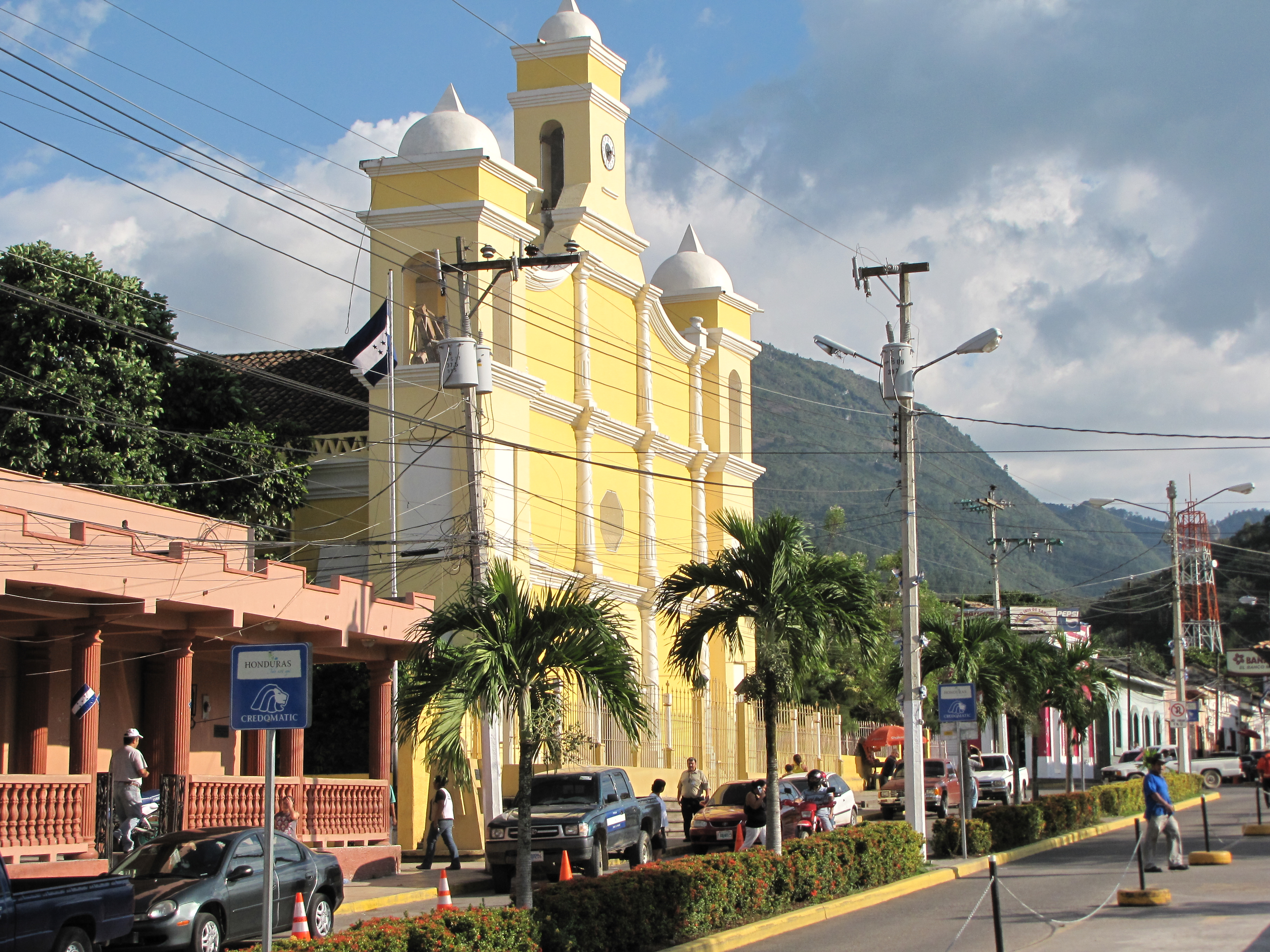

산타바르바라(스페인어: Santa Bárbara)는 온두라스의 도시로 산타바르바라 주의 주도이며 면적은 295.6km2, 인구는 29,283명(2001년 기준)이다.